# آلیا باتلر
آلیا باتلر (انگلیسی: Aaliyah Butler؛ زادهٔ ۵ نوامبر ۲۰۰۳) دونده سرعت زن اهل ایالات متحده آمریکا است.